# Thị dâm
Trong tâm lý học lâm sàng, thị dâm (tiếng Anh: voyeurism, scopophilia hoặc Peeping Tom) là hành vi nhìn trộm những hoạt động riêng tư của người khác (như tắm, thay quần áo, quan hệ tình dục, những phút hớ hênh...) để tìm kiếm sự hài lòng và kích thích tình dục. Thị dâm là một bệnh trong nhóm các bệnh lệch lạc tình dục. Thực tế thì thị dâm là một dạng nhìn trộm nhưng ngược lại nhìn trộm không phải lúc nào cũng là thị dâm vì nhìn trộm có thể phục vụ cho một mục đích khác ngoài tình dục. Theo một nghiên cứu ở Mỹ, có tới 20% phụ nữ đã từng là nạn nhân của thị dâm hoặc là đối tượng của chứng phô dâm.

## Cơ chế kích thích
Khi nhìn bằng mắt, các kích thích được truyền từ trung tâm thần kinh xuống tủy sống khiến cho máu dồn về cơ quan sinh dục và gây ra hiện tượng cương cứng. Chu kỳ này nếu không có động tác thủ dâm hoặc hoạt động tình dục khác thì sẽ khép kín và gây cho người nhìn trộm một cảm giác thích thú, trường hợp kéo dài sẽ làm tăng cường độ kích thích và gây ra hiện tượng xuất tinh. Cảm giác này có tính gây nghiện, lưu giữ trong ký ức một thời gian dài, đặc biệt là những hình ảnh kích dâm đầu tiên nhìn thấy, hoặc vô tình nhìn trộm được vào thời kỳ thiếu niên.

## Nguyên nhân
Không có sự đồng ý khoa học về nguyên nhân cho chứng thị dâm. Đa số những chuyên gia quy hành vi cho một sự quan sát thoạt tiên ngẫu nhiên không chủ ý nhưng chính sự lặp lại liên tiếp của hành động hướng tới sự củng cố và ghi nhớ mãi hành vi này.